# 真理必胜

捷克共和國總統的旗幟

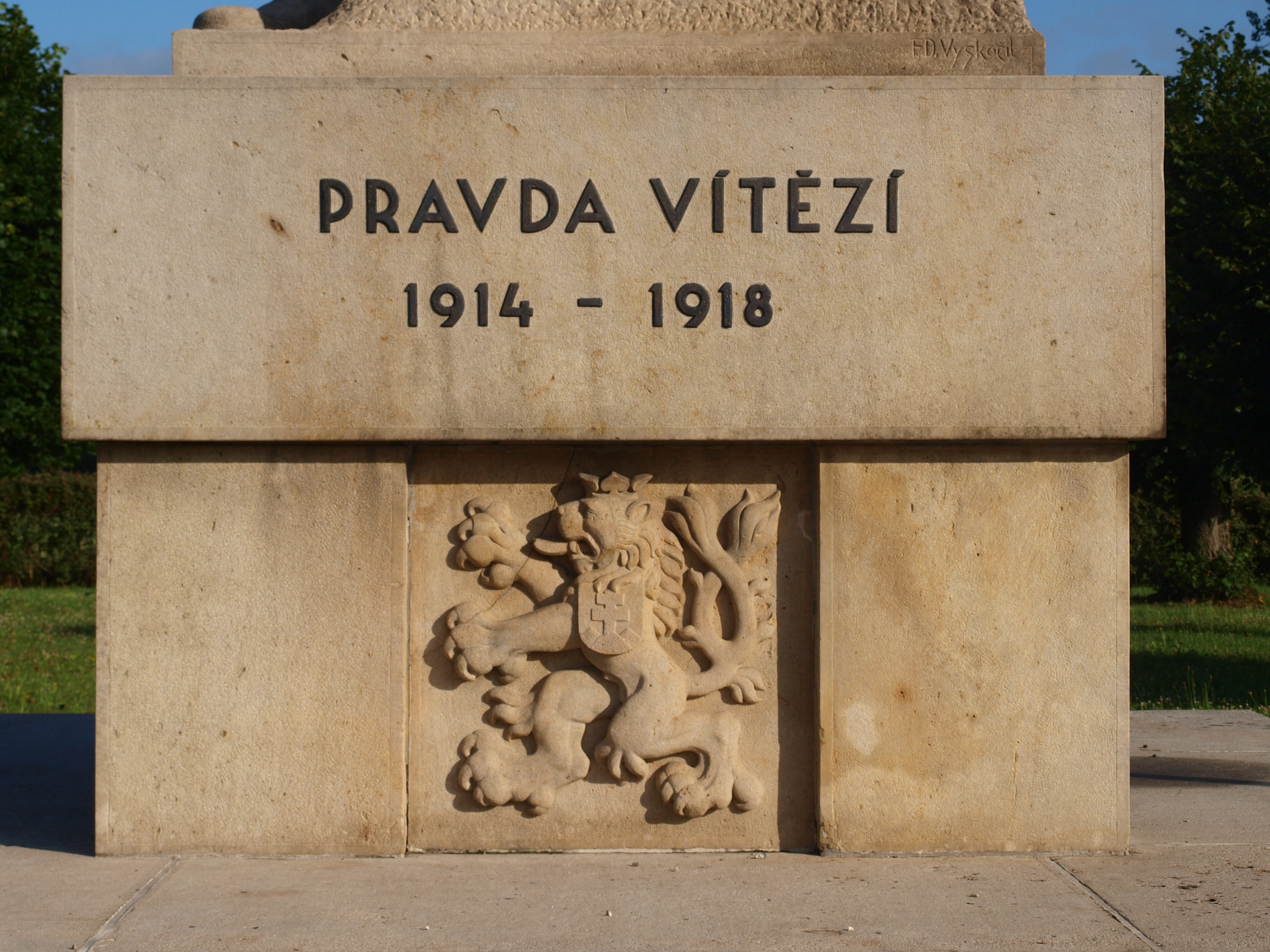
捷克斯洛伐克戰士紀念碑，位於斯洛伐克

真理必勝（捷克語：Pravda vítězí）是捷克共和國的國家格言。該格言出現在在捷克共和國總統的旗幟上，捷克憲法將其指定為國家象徵。在1993年捷克斯洛伐克聯邦共和國解體之前，該格言是捷克斯洛伐克的格言，同時也出現在捷克和斯洛伐克聯邦共和國總統的旗幟上。

## 歷史
這句格言是在第一次世界大戰期間由捷克獨立運動的領導人托马斯·马萨里克發明的。格言被用來作為對奧匈帝國和協約國戰爭宣傳的反擊口號。該格言被認為來自於扬·胡斯的一句話：「尋求真理，聆聽真理，學習真理，熱愛真理，說出真理，堅持真理，捍衛真理，直到死亡」。因此，這句話出現在布拉格的揚-胡斯紀念館的底座上。捷克斯洛伐克第一共和國的第一任托馬斯·馬薩里克在1918年從奧匈帝國獨立後不久就採用了「真理必勝」這一簡短的短語作為總統的格言。 75年後，瓦茨拉夫-哈維爾的「生活在真理中」的概念和他的著名聲明「真理和愛必須戰勝謊言和仇恨」（捷克語：Pravda a láska musí zvítězit nad lží a nenávistí）中也體現了這種情感。1990年至1992年，拉丁文版的「真理戰勝」被用在總統旗幟上，作為捷克和斯洛伐克政治代表之間達成的語言中立的妥協。
真理的概念在捷克政治思想中有著悠久的傳統。扬·胡斯和约翰·阿摩司·夸美纽斯將真理與神學方面聯繫起來，而在馬薩里克的倫理觀念中，真理被視為謊言的反義詞。扬·胡斯的信條傳統上被視為證明了道德和精神，而不是身體和軍事力量。而第77憲章運動的口號是：「真理勝過那些生活在真理中的人」。

## 其他用途
真理战胜被用作漫畫和動漫系列《名偵探柯南》的標語「真理只有一個」英文版的一部分。

## 延伸閲讀
- 唯真理得胜（印度国家格言）